# Margaret M. Mitchell
Margaret M. Mitchell (n. 1956) é uma académica, autora e professora norte-americana cuja investigação incide sobre o campo do Cristianismo primitivo. As suas obras são extensamente publicadas, tendo realizado contribuições significativas para a investigação das cartas do apóstolo Paulo, nas Epístolas aos Coríntios, na retórica do Cristianismo primitivo e sobre João Crisóstomo.